# Duneau
Pour les articles homonymes, voir Duneau (homonymie).
Duneau est une commune française, située dans le département de la Sarthe en région Pays de la Loire, peuplée de 1 076 habitants (les Dunois).
La commune fait partie de la province historique du Maine, et se situe dans le Haut-Maine.

## Géographie
La commune appartient au Perche et dépend du canton de La Ferté-Bernard.

### Communes limitrophes
|          | Beillé           | Vouvray-sur-Huisne |
| Connerré | Duneau           | Le Luart           |
|          | Thorigné-sur-Dué | Dollon             |

### Climat
Pour des articles plus généraux, voir Climat des Pays de la Loire et Climat de la Sarthe.
En 2010, le climat de la commune est de type climat océanique dégradé des plaines du Centre et du Nord, selon une étude du CNRS s'appuyant sur une série de données couvrant la période 1971-2000. En 2020, Météo-France publie une typologie des climats de la France métropolitaine dans laquelle la commune est exposée à un climat océanique altéré et est dans la région climatique  Moyenne vallée de la Loire, caractérisée par une bonne insolation (1 850 h/an) et un été peu pluvieux. 
Pour la période 1971-2000, la température annuelle moyenne est de 10,5 °C, avec une amplitude thermique annuelle de 13,9 °C. Le cumul annuel moyen de précipitations est de 743 mm, avec 11,7 jours de précipitations en janvier et 7,2 jours en juillet. Pour la période 1991-2020, la température moyenne annuelle observée sur la station météorologique de Météo-France la plus proche, sur la commune du Luart à 5 km à vol d'oiseau, est de 12,0 °C et le cumul annuel moyen de précipitations est de 686,4 mm,. Pour l'avenir, les paramètres climatiques de la commune estimés pour 2050 selon différents scénarios d'émission de gaz à effet de serre sont consultables sur un site dédié publié par Météo-France en novembre 2022.

## Urbanisme

### Typologie
Au 1er janvier 2024, Duneau est catégorisée commune rurale à habitat dispersé, selon la nouvelle grille communale de densité à sept niveaux définie par l'Insee en 2022.
Elle appartient à l'unité urbaine de Connerré, une agglomération intra-départementale regroupant deux  communes, dont elle est une commune de la banlieue,,. Par ailleurs la commune fait partie de l'aire d'attraction du Mans, dont elle est une commune de la couronne,. Cette aire, qui regroupe 144 communes, est catégorisée dans les aires de 200 000 à moins de 700 000 habitants,.

### Occupation des sols
L'occupation des sols de la commune, telle qu'elle ressort de la base de données européenne d’occupation biophysique des sols Corine Land Cover (CLC), est marquée par l'importance des territoires agricoles (86,4 % en 2018), en diminution par rapport à 1990 (87,8 %). La répartition détaillée en 2018 est la suivante : 
terres arables (40,2 %), prairies (36,7 %), zones agricoles hétérogènes (9,6 %), forêts (9,6 %), zones urbanisées (4 %). L'évolution de l’occupation des sols de la commune et de ses infrastructures peut être observée sur les différentes représentations cartographiques du territoire : la carte de Cassini (XVIIIe siècle), la carte d'état-major (1820-1866) et les cartes ou photos aériennes de l'IGN pour la période actuelle (1950 à aujourd'hui).

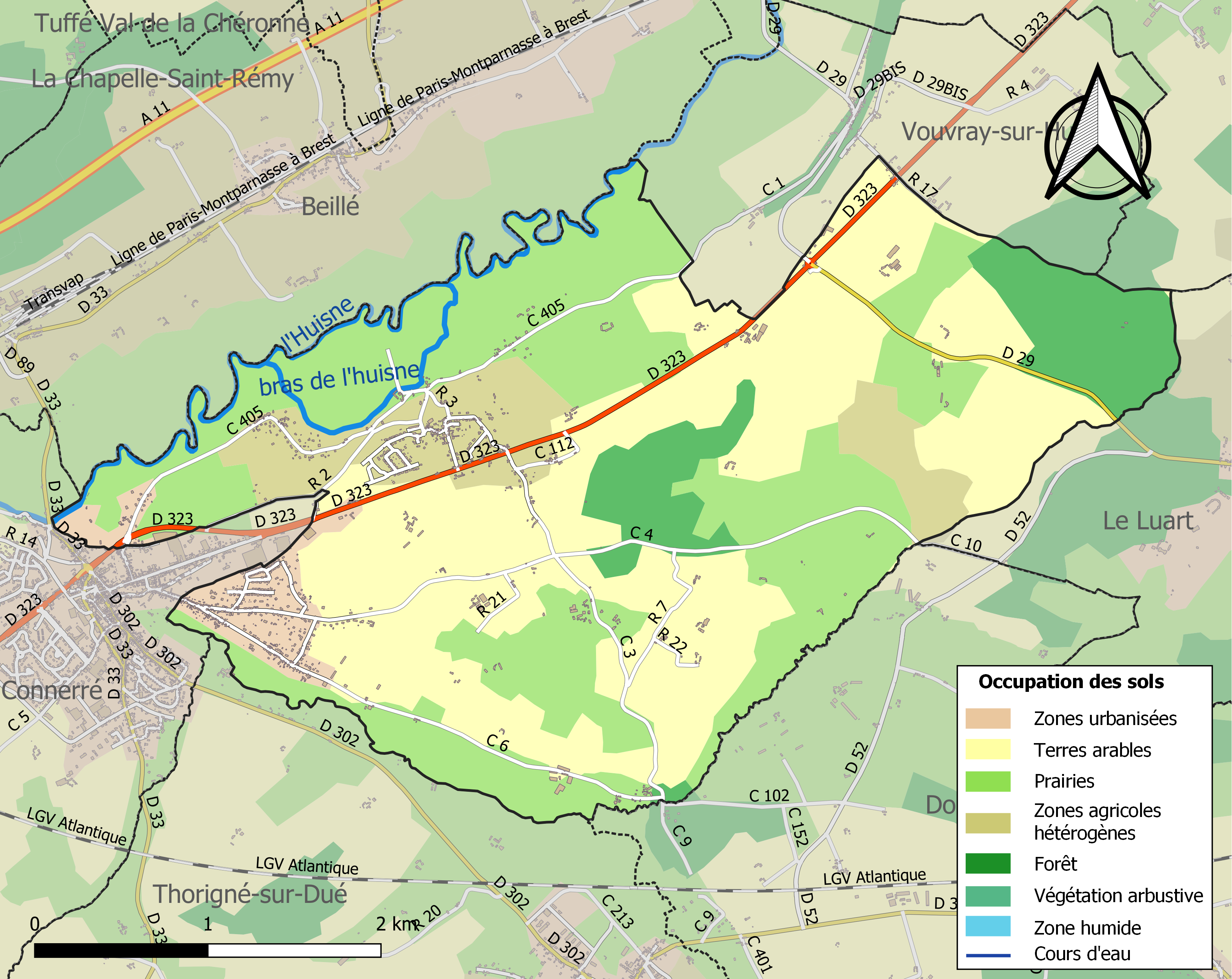
Carte des infrastructures et de l'occupation des sols de la commune en 2018 (CLC).

## Toponymie
Le toponyme de la ville de Duneau est connu sous le terme latin Dunellum (attesté en 1010), mot qui provient du gaulois « Dunum », lequel est accompagné du suffixe diminutif -ullum. Ce terme signifie « enceinte fortifiée »

## Histoire
Duneau est une commune ancienne, où l'on trouve des traces d'habitation humaine de plus de 3 000 ans, des dolmens et des menhirs. Les fouilles effectuées sur le site dunellois ont également mis en évidence les fondations d'une forteresse gallo-romaine. Celle-ci ont été découvertes lors de la construction d'une salle des fêtes en 2007.

## Politique et administration
| Période   | Période   | Identité       | Étiquette | Qualité     |
| --------- | --------- | -------------- | --------- | ----------- |
| 1789      | 1816      | Etienne Duclos |           |             |
| ?         | mars 2001 | Henri Paumier  |           |             |
| mars 2001 | mars 2014 | Robert Meriau  | DVG       |             |
| mars 2014 | mai 2020  | Michel Mary    |           |             |
| mai 2020  | En cours  | Joël Ciron     | SE        | Agriculteur |

## Démographie
L'évolution du nombre d'habitants est connue à travers les recensements de la population effectués dans la commune depuis 1793. Pour les communes de moins de 10 000 habitants, une enquête de recensement portant sur toute la population est réalisée tous les cinq ans, les populations de référence des années intermédiaires étant quant à elles estimées par interpolation ou extrapolation. Pour la commune, le premier recensement exhaustif entrant dans le cadre du nouveau dispositif a été réalisé en 2004.
En 2022, la commune comptait 1 076 habitants, en évolution de +2,77 % par rapport à 2016 (Sarthe : −0,25 %, France hors Mayotte : +2,11 %).
| 1793 | 1800 | 1806 | 1821 | 1831 | 1836 | 1841 | 1846 | 1851 |
| ---- | ---- | ---- | ---- | ---- | ---- | ---- | ---- | ---- |
| 583  | 695  | 696  | 634  | 683  | 711  | 706  | 675  | 708  |

| 1856 | 1861 | 1866 | 1872 | 1876 | 1881 | 1886 | 1891 | 1896 |
| ---- | ---- | ---- | ---- | ---- | ---- | ---- | ---- | ---- |
| 675  | 679  | 686  | 662  | 672  | 640  | 628  | 618  | 635  |

| 1901 | 1906 | 1911 | 1921 | 1926 | 1931 | 1936 | 1946 | 1954 |
| ---- | ---- | ---- | ---- | ---- | ---- | ---- | ---- | ---- |
| 636  | 658  | 661  | 632  | 639  | 621  | 595  | 575  | 573  |

| 1962 | 1968 | 1975 | 1982 | 1990 | 1999 | 2004 | 2006 | 2009  |
| ---- | ---- | ---- | ---- | ---- | ---- | ---- | ---- | ----- |
| 571  | 561  | 570  | 687  | 749  | 762  | 867  | 929  | 1 005 |

| 2014  | 2019  | 2022  | - | - | - | - | - | - |
| ----- | ----- | ----- | - | - | - | - | - | - |
| 1 059 | 1 041 | 1 076 | - | - | - | - | - | - |

## Lieux et monuments
- Site archéologique de Duneau

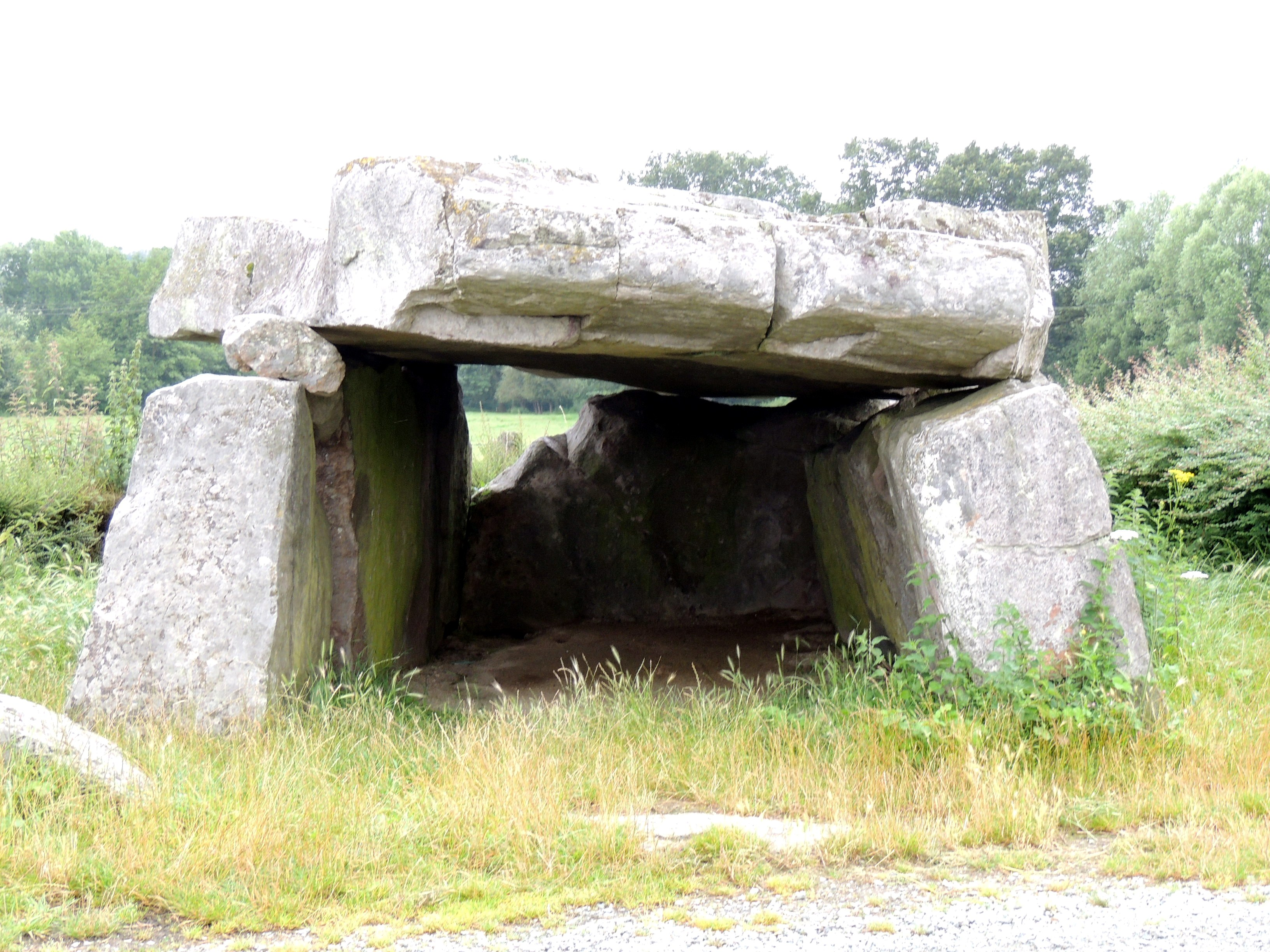
La Pierre couverte.

- Dolmen de Pierre couverte, environ 3000 ans av. J.-C.
- Menhir de Pierrefiche, de la même époque.
- Église Saint-Cyr-et-Sainte-Julitte, fondée au XIe siècle, décorée au XVIIIe de cinq retables sculptés par Joseph Lebrun en 1780 : la Nativité, Saint François d'Assise, la Samaritaine, le Baptême du Christ et le maître-autel. L'église est dédiée à saint Cyr et à sa mère sainte Julitte, deux martyrs chrétiens du IVe siècle.
- Manoir de Marcé, du XVe siècle.